# Thompson Island, Nunavut
Thompson Island är en ö i Kanada.   Den ligger i territoriet Nunavut, i den östra delen av landet, 2 100 km norr om huvudstaden Ottawa.
Trakten runt Thompson Island är nära nog obefolkad, med mindre än två invånare per kvadratkilometer.